# Nām Dabakā
Nām Dabakā är en ort i Indien.   Den ligger i distriktet Nagaon och delstaten Assam, i den östra delen av landet, 1 600 km öster om huvudstaden New Delhi. Nām Dabakā ligger 75 meter över havet och antalet invånare är 11 043.
Terrängen runt Nām Dabakā är platt söderut, men norrut är den kuperad. Terrängen runt Nām Dabakā sluttar söderut. Runt Nām Dabakā är det tätbefolkat, med 659 invånare per kvadratkilometer. Närmaste större samhälle är Hojāi, 10,7 km söder om Nām Dabakā. Trakten runt Nām Dabakā består till största delen av jordbruksmark.